# 1040
Початок Високого Середньовіччя  •  Епоха вікінгів  •  Золота доба ісламу  •  Реконкіста  •  Київська Русь

## Геополітична ситуація
Візантію очолює Михайло IV Пафлагонський. Генріх III править Священною Римською імперією, а Генріх I є 
королем Західного Франкського королівства.
Апеннінський півострів розділений між численними державами: північ належить Священній Римській імперії,  середню частину займає Папська область, на південь від Римської області  лежать невеликі незалежні герцогства,   південна частина півострова належать Візантії. Південь Піренейського півострова займають численні емірати, що утворилися після розпаду Кордовського халіфату. Північну частину півострова займають християнські Кастилія, Леон (Астурія, Галісія), Наварра, Арагон та Барселона. Хардекнуд є королем Данії та Англії.
У Київській Русі княжить Ярослав Мудрий. Королем Польщі став Казимир I Відновитель.  У Хорватії  править Степан I.  Королівство Угорщина очолює П'єтро Орсеоло.
Аббасидський халіфат очолює аль-Каїм, в Єгипті владу утримують Фатіміди, в Середній Азії — Караханіди, Хорасан окупували сельджуки, а Газневіди захопили частину Індії. У Китаї продовжується правління династії Сун. Значними державами Індії є Пала, Чола. В Японії триває період Хей'ан.

## Події
- Болгари підняли повстання проти візантійського правління. Петро II Делян проголосив себе царем Болгарії.
- Продовжуючи наступ на Сицилію, візантійський полководець Георгій Маніак захопив Сіракузи.
- Данський король Хардекнуд висадився в Англії і отримав титул англійського короля без конфронтації завдяки смерті Гарольда II Заячої Ноги.
- 10 липня — за легендою в цей день леді Годива, дружина графа Леофріка, проїхалась містом Ковентрі на коні оголеною, щоб змусити свого чоловіка знизити непосильні для міщан податки. Вдячні нащадки встановили леді Годиві пам'ятник і відзначають цей день як свято.
- 14 серпня у битві при Елгіні Макбет убив свого двоюрідного брата короля Шотландії Дункана і став новим монархом країни.
- Сельджуки завдали вирішальної поразки газневідам у битві при Данданакані. Як наслідок сельджуки окупували Хорасан, відтіснивши газневідів у Північну Індію.

## Народились
- 27 червня — Ласло I Святий, король Угорщини  з 1077 .

## Померли
- 14 серпня — Дункан, король Шотландії